# Daichi
A Daichi vagy Advanced Land Observation Satellite (ALOS) japán földfigyelő műhold. A Tanegasima szigetről indították H–IIA rakétával 2006. január 24-én. Az indítást háromszor halasztották el időjárási és szenzor problémák miatt. Ez volt az első japán rakétaindítás 2005 júliusa óta.
A műhold három műszert tartalmazott, amelyek a felszínt térképezik: 
- PRISM (Panchromatic Remote-sensing Instruments)
- AVNIR-2 (Advanced Visible and Near Infrared Radiometer)
- PALSAR (Phased Array type L-band Synthetic Aperture Radar)